# Niney
Pour les articles homonymes, voir Holness et Niney (homonymie).
Winston Holness, surnommé Niney the Observer ou simplement Niney (né le 7 décembre 1951 à Montego Bay) est un producteur musical jamaïcain. Il a joué un rôle clé dans la création de nombreux classiques du reggae sortis dès le début des années 1970. Son surnom (Niney, en rapport avec Nine le nombre 9) vient du fait qu'il a perdu un pouce lors d'un accident.
En 1971, il interprète et produit la chanson Blood and Fire, qui reste à ce jour une des chansons les plus connues qu'il ait produite. C'est sûrement de là qu'a été pris le nom pour le label de rééditions reggae Blood and Fire.

## Biographie
Holness gagne son surnom « Niney » après avoir perdu un pouce dans un accident d'atelier. Dans la seconde moitié des années 1960, il travaille comme ingénieur chez KG Records, où il commence à produire. Sa première sortie était sa propre composition Come on Baby publiée sur son label Destroyer. Il travaille ensuite avec Bunny Lee en 1967, puis pour Lynford Anderson studio de, travaillant alors pour Joe Gibbs en tant que chef ingénieur du son, en remplaçant son ami Lee « Scratch » Perry. Tout en travaillant pour Gibbs, il produit Mr. Brown de Dennis Alcapone et de Lizzy et joue un rôle majeur dans le lancement de la carrière de Dennis Brown.
Après avoir quitté l'installation de Gibbs, son premier grand succès en tant que producteur est Blood and Fire en décembre 1970. Il a d'abord été publié sous un pressage de 200 exemplaires sur son label Destroyer, puis réédité l'année suivante sur son label Observer. plus de 30 000 exemplaires en Jamaïque,. Inspiré par le surnom de Perry « The Upsetter », Holness adopte The Observer, en utilisant le nom de son nouveau label Observer et celui de son groupe maison, The Observers (en fait le Soul Syndicate) . Plusieurs singles ont suivi, certains réutilisant le rythme Blood and Fire, dont Fire Bunn de Big Youth.
Au début des années 1970, Holness devient l'un des producteurs les plus recherchés de la Jamaïque. Dennis Brown, Delroy Wilson, The Heptones, Johnny Clarke, Slim Smith, Jacob Miller, Junior Delgado et Freddie McGregor utilisaient tous ses services. Il a également continué à enregistrer lui-même, sur des collaborations avec Dennis Alcapone, Max Romeo et Lee Perry. Au milieu des années 1970, il travaille également avec Ken Boothe, Junior Byles, Gregory Isaacs, Horace Andy et I-Roy. et Dillinger . À la fin des années 1970, il était encore très actif en tant que producteur, mais sa production au début des années 1980 était nettement inférieure après son déménagement en France. Il réapparait en 1982 avec l'album Ital Dub Observer Style et revient à Kingston en 1983, assumant le rôle de producteur maison pour le label Hitbound chez Channel One Studios. En cette qualité, il est l'un des premiers à travailler avec Beenie Man, et a également produit de Third World et Sugar Minott.
Au milieu des années 1980, il s'installe à New York, retourne à Kingston de nouveau en 1988 et travaille avec Yami Bolo, Frankie Paul, Andrew Tosh et Junior Byles. Il commence une association avec Heartbeat Records, travaillant sur les rééditions d’une grande partie de son catalogue d’arrière, ainsi que sur de nouveaux enregistrements. Il a continué à produire du nouveau matériel au cours des années 1990.
En mars 2013, il ouvre son propre studio Observer Soundbox sur Lyndhurst Road à Kingston. Holness, qui a un enfant autiste, enregistre le single Children en 2015 avec Jimmy Cliff, Sly and Robbie, et Errol « Flabba » Holt, afin de collecter des fonds pour la fondation de Cliff et une école pour enfants autistes. En août 2015, il est annoncé que le gouvernement jamaïcain lui attribuerait l'ordre de la distinction.

## Discographie
- 1974 - Dennis Brown - Just Dennis
- 1976 - Dennis Brown - Deep Down
- 1976 - Sledgehammer Dub in the Streets of Jamaica
- 1979 - Freddie McGregor - Freddie McGregor
- 1983 - Rock on
- 1994 - Observer Attack Dub
- 1994 - Truth & Rights, Observer Style
- 1995 - Introducing Vol. 1
- 2001 - Microphone Attack 1974-77
- 2002 - Rock On (Greatest Hits From The Observer Label)
- 2005 - Sufferation (the deep roots of Niney the Observer)